# The Origin of the Feces
The Origin of the Feces är Type O Negatives andra studioalbum, släppt 1992.
Skivkonvolutet visar sångaren Peter Steeles anus i närbild.

## Låtförteckning
| Nr | Titel                                             | Längd |
| -- | ------------------------------------------------- | ----- |
| 1. | I Know You're Fucking Someone Else                | 15:02 |
| 2. | Are You Afraid                                    | 2:13  |
| 3. | Gravity                                           | 7:13  |
| 4. | Pain                                              | 4:41  |
| 5. | Kill You Tonight                                  | 2:17  |
| 6. | Hey Pete (Billy Roberts, ny text av Peter Steele) | 5:10  |
| 7. | Kill You Tonight (reprise)                        | 7:08  |

| 8. | Paranoid (Tony Iommi, Geezer Butler, Ozzy Osbourne, Bill Ward) | 7:20 |

## Musiker
- Peter Steele – sång, basgitarr
- Josh Silver – keyboard, bakgrundssång
- Kenny Hickey – gitarr, bakgrundssång
- Sal Abruscato – trummor
- Johnny Kelly – trummor på "Paranoid"